# Kirelshof
Kirelshof (en luxembourgeois : Kirelshaff ) est une localité de la commune luxembourgeoise de Clervaux située dans le canton de Clervaux.